# Variedades argentinas de maíz
Las variedades argentinas de maíz han constituido la base de la dieta de las poblaciones nativas. Las variedades antiguas de este cultivo han sido introducidas en Argentina a partir de los Andes bolivianos. Prevalecen las variedades con granos de las secciones amylacea e indurata, seguidas por los maíces de las secciones everta e indentata. La expansión de los maíces para ganado han reducido sensiblemente el área destinado a la cultura de las variedades tradicionales para consumo humano, cuya popularidad gastronómica sigue elevada en las regiones de los Andes y del Gran Chaco
Muestras de las variedades tradicionales han sido recolectadas en varias ocasiones, a partir de los años 1950’ por Walter Kugler y colaboradores, culminando en la labor emprendida entre 1977 y 1986 por Lucio R. Solari y los técnicos del Instituto Nacional de Tecnología Agropecuaria. En esta última fase han sido recogidas 1,927 accesiones de semillas de maíz, guardadas en el Banco de germoplasma de la Estación Experimental Agropecuaria de Pergamino del INTA. Las 1,540 accesiones que han sido caracterizadas del punto de vista morfológico y, en parte, fito-patológico, han permitido identificar 43 formas raciales.
Se presenta de seguida la lista de las Razas argentinas de maíz, repartidas en las Secciones establecida por E. Lewis Sturtevant.
- Sección saccharata
- Dulce
  - Chulpi

- Sección amylacea
  - Avatí Morotí
  - Avatí Morotí Ti
  - Avatí Morotí Mita
  - Culli
  - Azul
  - Cuzco
  - Capia blanco
  - Capia rosado
  - Capia variegado
  - Capia garrapata
  - Altiplano

- Sección indentata
  - Dentado amarillo
  - Dentado amarillo marlo fino
  - Dentado blanco
  - Dentado blanco rugoso
  - Cravo
  - Catete oscuro

- Sección indurata
  - Pericarpio rojo
  - Negro
  - Morochito
  - Amarillo de ocho
  - Tusón
  - Canario de Formosa
  - Venezolano
  - Complejo tropical
  - Perla
  - Colita
  - Blanco ocho hileras
  - Caucha blanco
  - Cristalino colorado
  - Cristalino amarillo anaranjado
  - Amargo
  - Camelia
  - Cristalino amarillo
  - Socorro
  - Amarillo ocho hileras
  - Calchaquí
  - Cristalino blanco

- Sección everta
  - Pisingallo
  - Avatí pichingá
  - Perlita

- (Accesiones no clasificables)